# Olešnice (district de Blansko)
Pour les articles homonymes, voir Olešnice.
Olešnice (en allemand : Oels) est une ville du district de Blansko, dans la région de Moravie-du-Sud, en République tchèque. Sa population s'élevait à 1 652 habitants en 2020.

## Géographie
Olešnice se trouve à 9 km au nord-ouest de Kunštát, à 27 km au nord-ouest de Blansko, à 43 km au nord-nord-ouest de Brno et à 154 km à l'est-sud-est de Prague.
La commune est limitée par Trpín et Kněževes au nord, par Ústup à l'est, par Rozsíčka, Crhov et Křtěnov au sud, et par Lhota u Olešnice, Rovečné et Velké Tresné à l'ouest.

## Histoire
La première mention écrite de la localité date de 1073.